# AIM (人工衛星)
AIM (Aeronomy of Ice in the Mesosphere) は夜光雲の観測のためにNASAがSMEXの一環として開発した人工衛星である。2007年4月25日にロッキード L-1011からペガサスXLで空中発射され、600kmの極軌道に乗せられた。当初26か月の予定であった運用期間は2012年9月まで延長されている。夜光雲は極中間圏雲としても知られ、他の雲よりずっと高い上空約80kmの大気圏内で発生する。このような雲が形成されるための条件（気温、水蒸気、塵）の特定に役立つことが、AIMには期待されている。夜光雲は1885年に初めて観測され、近年は発生頻度が増えているとされる。